# Klifduiken

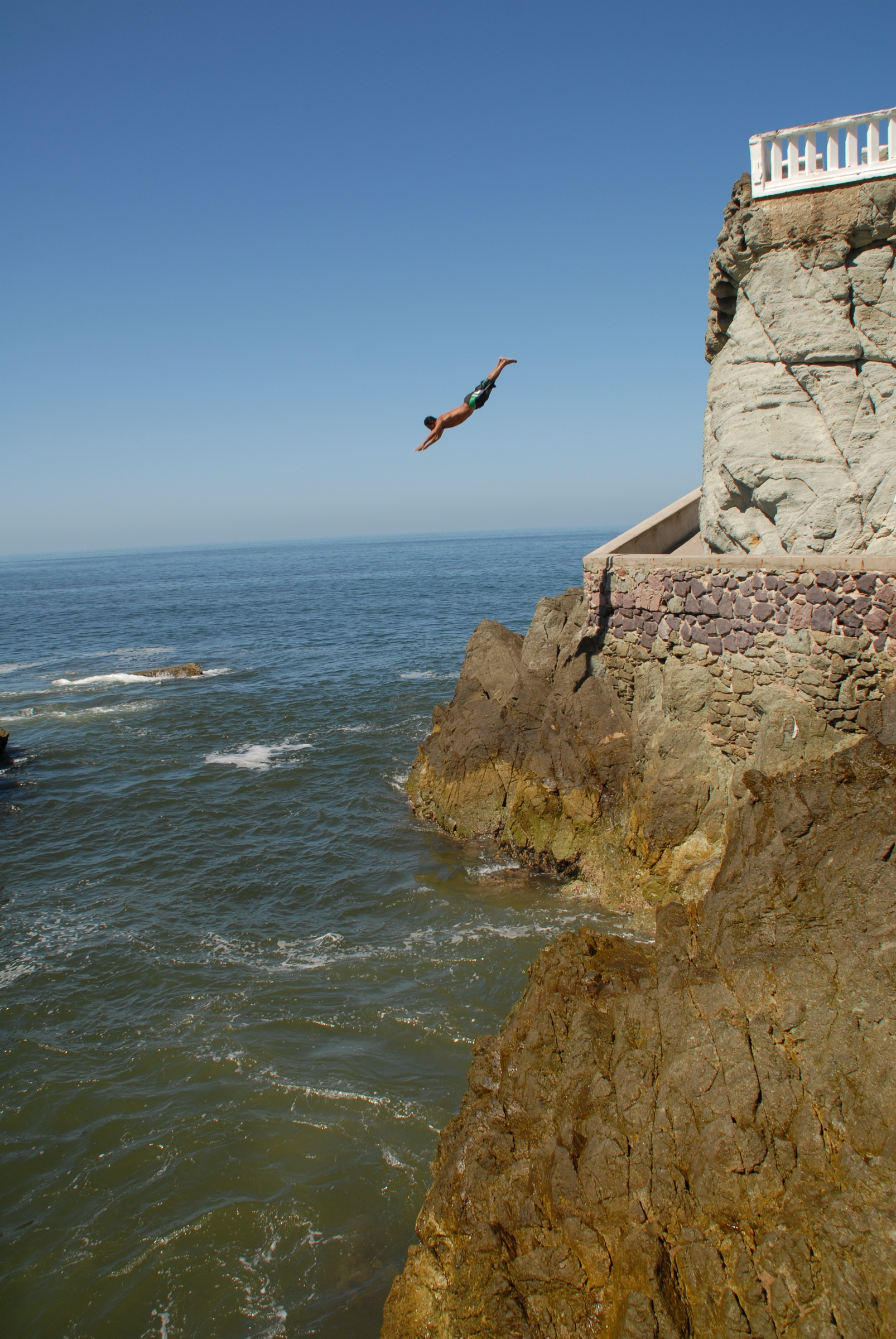
Klifduiker in actie

Klifduiken (ook wel high diving) is een extreme sport, waarbij gedoken wordt vanaf een hoogte variërend tussen de 26 en 29 meter. Dit betekent dat de duikers snelheden van bijna 100 kilometer per uur halen en in minder dan drie seconden het water raken.

## Wereldkampioenschap
De sport is sinds 2013 onderdeel van de wereldkampioenschappen zwemsporten, waar gesprongen wordt vanaf een hoogte van 27 meter bij de mannen en 20 meter bij de vrouwen.

### Medaillewinnaars
Mannen
| Jaar | Onderdeel      | Goud | Goud                | Zilver | Zilver           | Brons | Brons               |
| ---- | -------------- | ---- | ------------------- | ------ | ---------------- | ----- | ------------------- |
| 2013 | 27 m toren (m) | COL  | Orlando Duque       | GBR    | Gary Hunt        | MEX   | Jonathan Paredes    |
| 2015 | 27 m toren (m) | GBR  | Gary Hunt           | MEX    | Jonathan Paredes | RUS   | Artem Siltsjenko    |
| 2017 | 27 m toren (m) | USA  | Steve LoBue         | CZE    | Michal Navrátil  | ITA   | Alessandro De Rose  |
| 2019 | 27 m toren (m) | GBR  | Gary Hunt           | USA    | Steve LoBue      | MEX   | Jonathan Paredes    |
| 2023 | 27 m toren (m) | ROU  | Constantin Popovici | ROU    | Cătălin Preda    | FRA   | Gary Hunt           |
| 2024 | 27 m toren (m) | GBR  | Aidan Heslop        | FRA    | Gary Hunt        | ROU   | Cătălin Preda       |
| 2025 | 27 m toren (m) | USA  | James Lichtenstein  | ESP    | Carlos Gimeno    | ROU   | Constantin Popovici |

Vrouwen
| Jaar | Onderdeel      | Goud | Goud             | Zilver | Zilver          | Brons | Brons            |
| ---- | -------------- | ---- | ---------------- | ------ | --------------- | ----- | ---------------- |
| 2013 | 20 m toren (v) | USA  | Cesilie Carlton  | USA    | Ginger Huber    | GER   | Anna Bader       |
| 2015 | 20 m toren (v) | USA  | Rachelle Simpson | USA    | Cesilie Carlton | BLR   | Jana Nestsjareva |
| 2017 | 20 m toren (v) | AUS  | Rhiannen Iffland | MEX    | Adriana Jiménez | BLR   | Jana Nestsiareva |
| 2019 | 20 m toren (v) | AUS  | Rhiannen Iffland | MEX    | Adriana Jiménez | GBR   | Jessica Macaulay |
| 2023 | 20 m toren (v) | AUS  | Rhiannen Iffland | CAN    | Molly Carlson   | CAN   | Jessica Macaulay |
| 2024 | 20 m toren (v) | AUS  | Rhiannen Iffland | CAN    | Molly Carlson   | CAN   | Jessica Macaulay |
| 2025 | 20 m toren (v) | AUS  | Rhiannen Iffland | CAN    | Simone Leathead | USA   | Maya Kelly       |

## Wereldrecords
Op 14 januari 1933 maakte de Rotterdammer Lou Vlasblom een beroemd geworden duik van een van de torens van de "De Hef" van een hoogte van naar schatting 64-67 meter.
Mannen
| Datum             | Plaats                      | Duiker             | Hoogte  | Video | Opmerkingen                                 |
| ----------------- | --------------------------- | ------------------ | ------- | ----- | ------------------------------------------- |
| 1983              | San Diego, Verenigde Staten | USA Dana Kunze     | 52,4 m  | [ 5 ] |                                             |
| 7 april 1985      | Ocean Park Hongkong         | USA Randy Dickison | 53.2m   | [ 6 ] | Meerdere linkerbeenfracturen                |
| 30 augustus 1987  | Villers-le-Lac, Frankrijk   | SUI Lambert Rapin  | 53,9 m  | [ 7 ] | Rugletsel                                   |
| 27 september 1997 | Žďákov-brug, Tsjechië       | CZE Rudolf Bok     | 58,28 m | [ 8 ] | Meerdere fracturen van de thoracale wervels |
| 4 augustus 2015   | Maggia, Zwitserland         | SUI Laso Schaller  | 58,8m   | [ 9 ] | Scheur van een knieband                     |

Vrouwen
| Datum        | Locatie             | duiker          | Hoogte | Video | Opmerkingen |
| ------------ | ------------------- | --------------- | ------ | ----- | ----------- |
| 1982         | Rome, Italië        | USA Debi Boccia | 33,3 m |       |             |
| 7 april 1985 | Ocean Park Hongkong | USA Lucy Wardle | 36,8 m | [ 6 ] |             |

## Red Bull Cliff Diving World Series
De meest prestigieuze wedstrijd is sinds 2009 de Red Bull Cliff Diving World Series, een reeks van wedstrijden georganiseerd over de gehele wereld vanaf duikplatformen tussen 26 en 28 meter hoog.

### Ereplaatsen
Mannen
| Jaar | 1e              | 2e              | 3e              |
| ---- | --------------- | --------------- | --------------- |
| 2009 | Orlando Duque   | Gary Hunt       | Artem Silchenko |
| 2010 | Gary Hunt       | Orlando Duque   | Artem Silchenko |
| 2011 | Gary Hunt       | Artem Silchenko | Michal Navrátil |
| 2012 | Gary Hunt       | Orlando Duque   | Steven LoBue    |
| 2013 | Artem Silchenko | Gary Hunt       | Orlando Duque   |
| 2014 | Gary Hunt       | Artem Silchenko | Steven LoBue    |

Vrouwen
| Jaar | 1e               | 2e         | 3e              |
| ---- | ---------------- | ---------- | --------------- |
| 2014 | Rachelle Simpson | Anna Bader | Adriana Jimenez |